# Bulgarije op de Olympische Winterspelen 1960
Tijdens de Olympische Winterspelen van 1960, die in Squaw Valley (Verenigde Staten) werden gehouden, nam Bulgarije voor de vijfde keer deel.

## Deelnemers en resultaten

### Alpineskiën
| Olympiër              | Discipline       | Resultaat | Prestatie                    |
| --------------------- | ---------------- | --------- | ---------------------------- |
| Georgi Dimitrov       | afdaling (m)     | 30e       | 2.20,2 (+14,2)               |
| Georgi Dimitrov       | reuzenslalom (m) | 30e       | 2.02,9 (+14,6)               |
| Georgi Dimitrov       | slalom (m)       | 18e       | 2.25,1 (+16,2) 1.16,9+1.08,2 |
| Aleksandar Sjalamanov | afdaling (m)     | 47e       | 2.29,0 (+23,0)               |
| Aleksandar Sjalamanov | reuzenslalom (m) | 37e       | 2.07,0 (+18,7)               |
| Aleksandar Sjalamanov | slalom (m)       | dq        | diskwalificatie              |
| Georgi Varosjkin      | afdaling (m)     | 29e       | 2.20,0 (+14,0)               |
| Georgi Varosjkin      | reuzenslalom (m) | 29e       | 2.01,0 (+12,7)               |
| Georgi Varosjkin      | slalom (m)       | 29e       | 2.47,5 (+38,6) 1.21,3+1.26,2 |

### Langlaufen
| Olympiër          | Discipline | Resultaat | Prestatie            |
| ----------------- | ---------- | --------- | -------------------- |
| Stefan Mitkov     | 15 km (m)  | 33e       | 56.55,4 (+4.59,9)    |
| Stefan Mitkov     | 30 km (m)  | 31e       | 2:03.54,3 (+12.50,4) |
| Stefan Mitkov     | 50 km (m)  | 22e       | 3:26.32,5 (+27.26,2) |
|                   |            |           |                      |
| Roza Dimova       | 10 km (v)  | 9e        | 41.44,0 (+1.57,4)    |
| Krastana Stojeva  | 10 km (v)  | 19e       | 44.32,8 (+4.46,2)    |
| Nadezjda Vasileva | 10 km (v)  | 22e       | 45.45,8 (+5.59,2)    |

Argentinië · Australië · Bulgarije · Canada · Chili · Denemarken · Duits eenheidsteam · Finland · Frankrijk · Groot-Brittannië · Hongarije · IJsland · Italië · Japan · Libanon · Liechtenstein · Nederland · Nieuw-Zeeland · Noorwegen · Oostenrijk · Polen · Sovjet-Unie · Spanje · Tsjecho-Slowakije · Turkije · Verenigde Staten · Zuid-Afrika · Zuid-Korea · Zweden · Zwitserland